# Eriocaulon australe
Eriocaulon australe är en gräsväxtart som beskrevs av Robert Brown. Eriocaulon australe ingår i släktet Eriocaulon och familjen Eriocaulaceae. Inga underarter finns listade i Catalogue of Life.